# Joan Barbany i Pujol
Joan Barbany i Pujol (Granollers, 1927 - 25 d'abril de 2010) fou un jugador català d'handbol a onze i handbol a set.
Jugava de davanter i fou un gran golejador a la seva època. Començà a jugar el Frente de Juventudes de Granollers, marxant al cap de poc temps a jugar al FC Barcelona on guanyà els campionats d'Espanya i Catalunya d'handbol a onze els anys 1947 i 1949. Després retornà a Granollers on jugà al BM Granollers i repetí ambdós títols els anys 1956 i 1959.
Ha estat dirigent del BM Granollers i de la Fundació del club. El seu germà Eduard Barbany Pujol també fou jugador d'handbol.

## Trajectòria
- FJ Granollers
- FC Barcelona
- BM Granollers

## Palmarès
- Handbol a 11
  - 4 Campionat d'Espanya d'handbol a onze: 1946-47, 1948-49, 1955-56 i 1958-59
  - 4 Campionat de Catalunya d'handbol a onze: 1946-47, 1948-49, 1955-56 i 1958-59
- Handbol a 7
  - 6 Lligues espanyoles: 1955-56, 1956-57, 1957-58, 1958-59, 1960-61 i 1961-62
  - 1 Copa espanyola: 1957-58